# Język mbembe
Język mbembe – język z rodziny benue-kongijskiej, używany w Kamerunie (36 tys.) i Nigerii (20 tys.); w 2002 roku całkowita liczba mówiących wynosiła ok. 56 tysięcy.